# Municipio San Carlos Yautepec
Koordinaten: 16° 30′ N, 96° 6′ W
San Carlos Yautepec ist ein Municipio im mexikanischen Bundesstaat Oaxaca. Das Gemeindegebiet erstreckt sich über eine Fläche von 2312,4 km², beim Zensus 2010 wurden 11.813 Einwohner im Municipio gezählt. Verwaltungssitz ist das gleichnamige San Carlos Yautepec.

## Geographie

Lage San Carlos Yautepecs (gelb) im Distrikt Yautepec

Das Municipio San Carlos Yautepec liegt zwischen Meereshöhe und 3600 m im Distrikt Yautepec der Región Sierra Sur. Es zählt zur Gänze zur physiographischen Provinz der Sierra Madre del Sur, davon zu 69 % zu den Sierras Orientales, zu 20 % zu den Sierras y Valles de Oaxaca und zu 10 % zu den Costas del Sur. Das Municipio liegt zu über 80 % im Einzugsgebiet des Río Tehuantepec, etwa 17 % zählen zur hydrologischen Region der Pazifikküste und 1,8 % entwässern über den Río Coatzacoalcos in den Golf von Mexiko. Geologisch setzt sich das Gemeindegebiet vorwiegend aus Granitgestein, Tuff und Kalkstein zusammen, vorherrschende Bodentypen sind Leptosol, Luvisol, Cambisol und Regosol. Über 90 % des Municipios werden von Wäldern verschiedener Typen eingenommen.
Das Municipio San Carlos Yautepec ist das flächenmäßig zweitgrößte Municipio Oaxacas. Es grenzt an die Municipios Nejapa de Madero, San Juan Ozolotepec, San Lucas Camotlán, San Miguel Quetzaltepec, Santiago Ixcuintepec, San Pedro Totolapa, San Juan Juquila Mixes, San Juan Lajarcia, San Pedro Quiatoni, Santa Ana Tavela, San Pedro Mártir Quiechapa, Santa María Zoquitlán, San Bartolo Yautepec, San Pedro Huamelula, Santa María Ecatepec, Magdalena Tequisistlán, San Miguel del Puerto, San Pedro Mixtepec (Distrito 26), Santa Catalina Quierí, Santa Catarina Quioquitani und Santa María Quiegolani.

## Bevölkerung
Beim Zensus 2010 wurden im Municipio 11.813 Menschen gezählt. Davon sprachen 44,25 % eine indigene Sprache, 17,55 % waren Analphabeten. 34,51 % der Bewohner San Carlos Yautepecs wurden als Erwerbspersonen registriert, wovon 2,78 % arbeitslos waren. Vorherrschender Wirtschaftssektor war der primäre Sektor (90,72 %), weitere 4,55 Prozent der arbeitenden Bevölkerung waren im Sekundärsektor und ebenfalls 4,55 Prozent im Tertiärsektor tätig. 60,16 % der Bevölkerung lebten in extremer Armut.

## Orte
Das Municipio San Carlos Yautepec umfasst 47 localidades, von denen nur der Hauptort vom INEGI als urban klassifiziert ist. 10 Orte wiesen beim Zensus 2010 eine Einwohnerzahl von über 500 auf:
| Ort                     | Einwohner |
| Santiago Quiavicuzas    | 1.459     |
| Santiago Lachivía       | 0.940     |
| Guadalupe Victoria      | 0.935     |
| San Carlos Yautepec     | 0.880     |
| San Baltazar Chivaguela | 0.772     |
| San Matías Petacaltepec | 0.696     |
| Santo Tomás Quierí      | 0.686     |
| San Francisco Guichina  | 0.525     |
| San Pablo Topiltepec    | 0.515     |
| San Pedro Leapi         | 0.515     |

## Politik
Die Gemeindepolitik wird nach indigenem Gewohnheitsrecht bestimmt.